# 프라빈드 주그노트

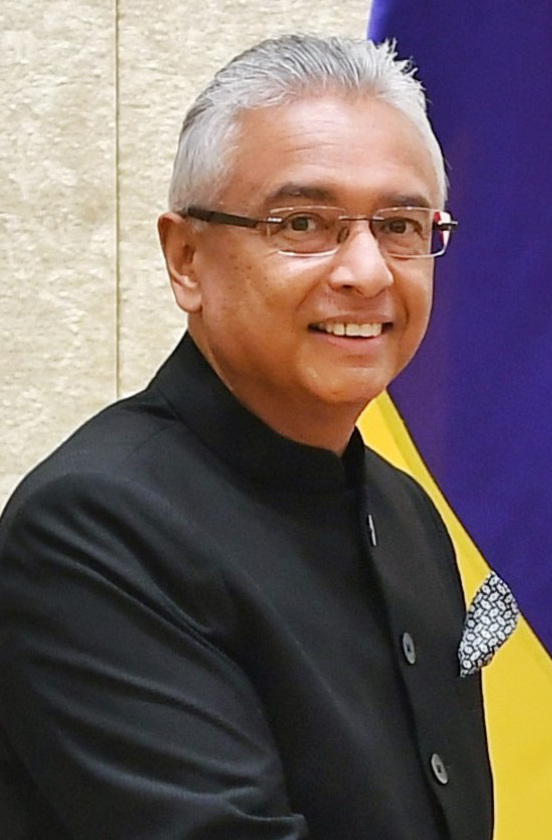
2019년 모습

프라빈드 주그노트(Pravind Jugnauth, 본명: Pravind Kumar Jugnauth, 1961년 12월 25일 ~ )는 2017년 1월부터 모리셔스 총리로 재직 중인 모리셔스 정치인이다. 주그노트는 2003년 4월부터 MSM(모리셔스 사회주의운동, Militant Socialist Movement) 정당의 지도자였다. 그는 여러 장관직을 맡았다. 야당의 지도자이기도 했다.